# گلسا قمری
گلسا (گلدی) قَمَری (زاده ۶ فروردین ۱۳۶۴) سیاستمدار کانادایی ایرانی‌تبار است که در انتخابات عمومی ۲۰۱۸ به عنوان نمایندهٔ حوزهٔ انتخابیهٔ کارلتون در مجلس قانون‌گذاری انتاریو انتخاب شد. او عضو پیشین حزب محافظه‌کار پیشروی انتاریو است که در ژوئن ۲۰۲۴ به دلیل دیدار با تامی رابینسون، کنشگر بریتانیایی منتقد اسلام، از فراکسیون حزب محافظه‌کار پیشروی انتاریو اخراج شد.
قمری، نخستین زن ایرانی‌تبار در پارلمان استان انتاریو کانادا است که به اسلام هراسی متهم و با تصمیم داگ فورد، نخست‌وزیر استان انتاریو، از حزب محافظه‌کار اخراج شد.